# Adaklı (Yüksekova)
Adaklı (kurd. Alekan oder Alekanan) ist ein Dorf im Landkreis Yüksekova in der Provinz Hakkâri. Die Bevölkerung des Dorfes stieg von 902 im Jahre 1990 auf 1.071 Einwohner im Jahr 2000 an. Nach Angaben der Landkreisverwaltung gibt es dort gegenwärtig 180 Haushalte mit 1.800 Einwohnern.
Adaklı liegt in 16 km Entfernung von Yüksekova auf 1.870 m über dem Meeresspiegel und ist von hohen Bergen umgeben. Dazu gehören auch die Ausläufer des Uludoruk. Adaklı liegt im äußersten Südosten der Türkei. Haupteinkommensquellen der Bewohner sind Viehzucht, Landwirtschaft, Obstanbau und Imkerei.